# Pardilheira

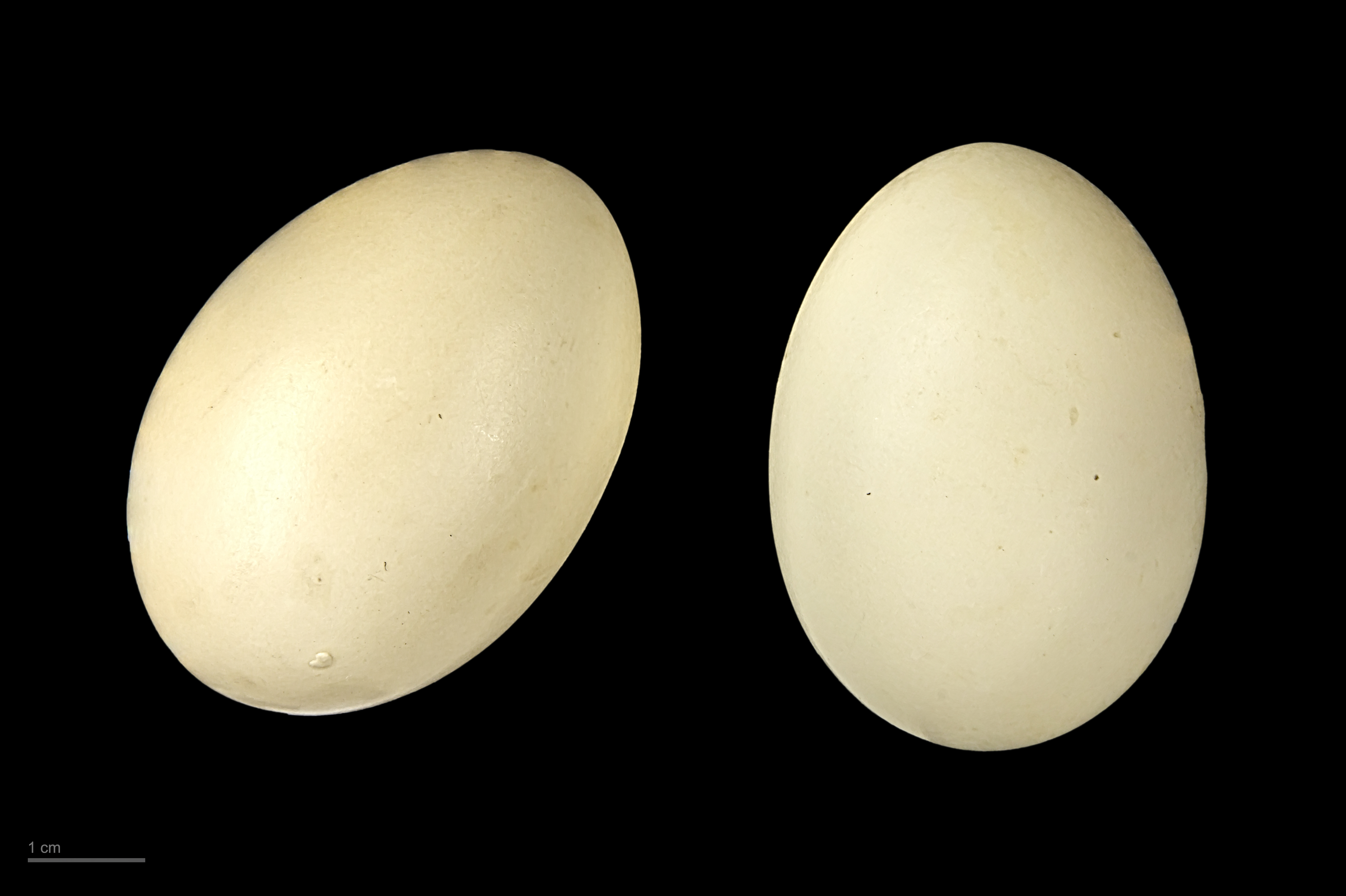
Marmaronetta angustirostris - MHNT

A pardilheira (Marmaronetta angustirostris) é um pequeno pato, que pertence à família anseriformes. A sua plumagem é castanha com manchas brancas e o bico é escuro.

A sua distribuição é muito fragmentada e estende-se desde o norte de África e o sul de Espanha, até ao Mediterrâneo oriental, continuando depois pelo Médio Oriente até ao Irão.
Apesar de haver uma pequena população na Andaluzia (Doñana), em Portugal a ocorrência deste pato é muito rara.

## Subespécies
A espécie é monotípica (não são reconhecidas subespécies).